# Orbeanthus
Orbeanthus es un género de plantas fanerógamas de la familia Apocynaceae. Contiene dos especies.

## Descripción
Son plantas con tallos suculentos, que alcanzan los 2 cm de alto, poco ramificados, con látex incoloro.  Brotes suculentos, de color verde-azul (manchas púrpura), cilíndricos, de 5-30 cm de longitud, 8-9 mm de ancho, 4-angular, con ángulos redondeados, glabros. Las hojas son caducas, reducidas a escamas, sésiles, de propagación horizontal ; escalas suculentas, 0,1 cm de largo, triangular, deltadas con el ápice agudo.
Las inflorescencias son extra axilares (por lo general en los flancos de los tallos basales), con 1-2 flores,  simple, sésiles; con pedicelos glabros. Las flores con ligero olor a excrementos, no son nectaríferas. 2n= 22

## Taxonomía
El género fue descrito por Leslie Charles Leach y publicado en Excelsa, Taxonomic Series 1: 73. 1978.

## Especies
| - Orbeanthus conjunctus (White & B.Sloane) L.C.Leach - Orbeanthus hardyi (R.A.Dyer) L.C.Leach |